# Schloss Pixendorf

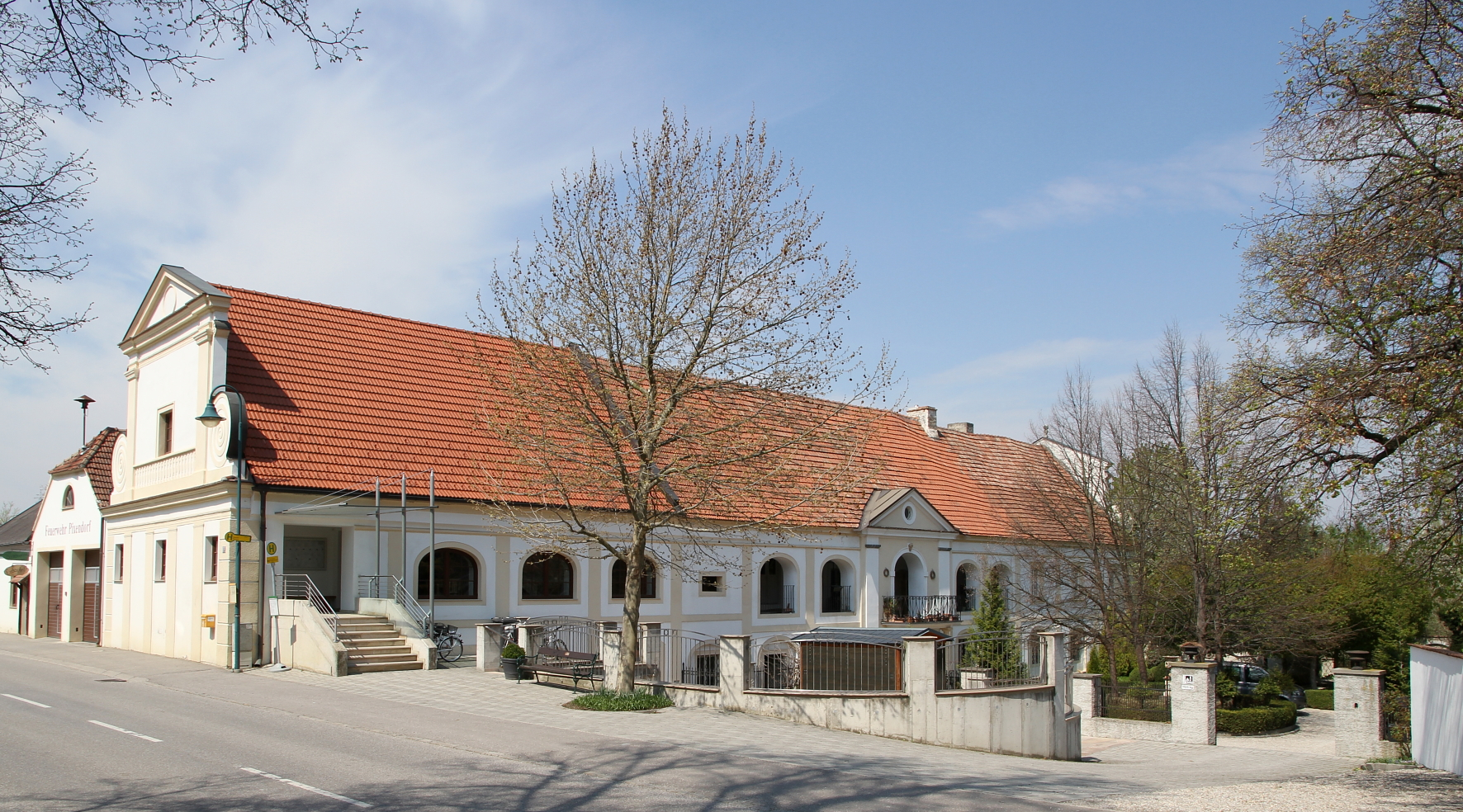
Westliches Nebengebäude vom Schloss Pixendorf

Der Herrschaftssitz Pixendorf war zunächst eine Burganlage in Pixendorf, die in der Renaissance unweit davon durch den Neubau eines Wasserschlosses ersetzt wurde. Heute sind noch der alte Burgstall und die Nebengebäude des neuen Schlosses erhalten.

## Der Herrschaftssitz

### Vorzeit
Die Literatur verbindet Pixendorf oft mit dem römischen Kastell „Piro torto“ oder „Pirum tortum“ das in gerader Linie 8000 Schritt (ca. 6 Kilometer) von Comagena (Tulln) entfernt war. Ob es genau dieses erwähnte Kastell ist, dass den Ursprung von Pixendorf begründet hat, wird wohl erst die zukünftige Forschung endgültig klären. Klar ist, dass Pixendorf römisch besiedelt war, und so verwundert es nicht, dass der Sage nach in Pixendorf ein altes römisches Bauwerk gestanden hat, welches den Römern erlaubte mit einer Hochwarte das ganze Tullnerfeld von Traismauer bis Greifenstein zu überblicken. Auf den Grundmauern dieses Kastells wurde angeblich die spätere Burg errichtet.

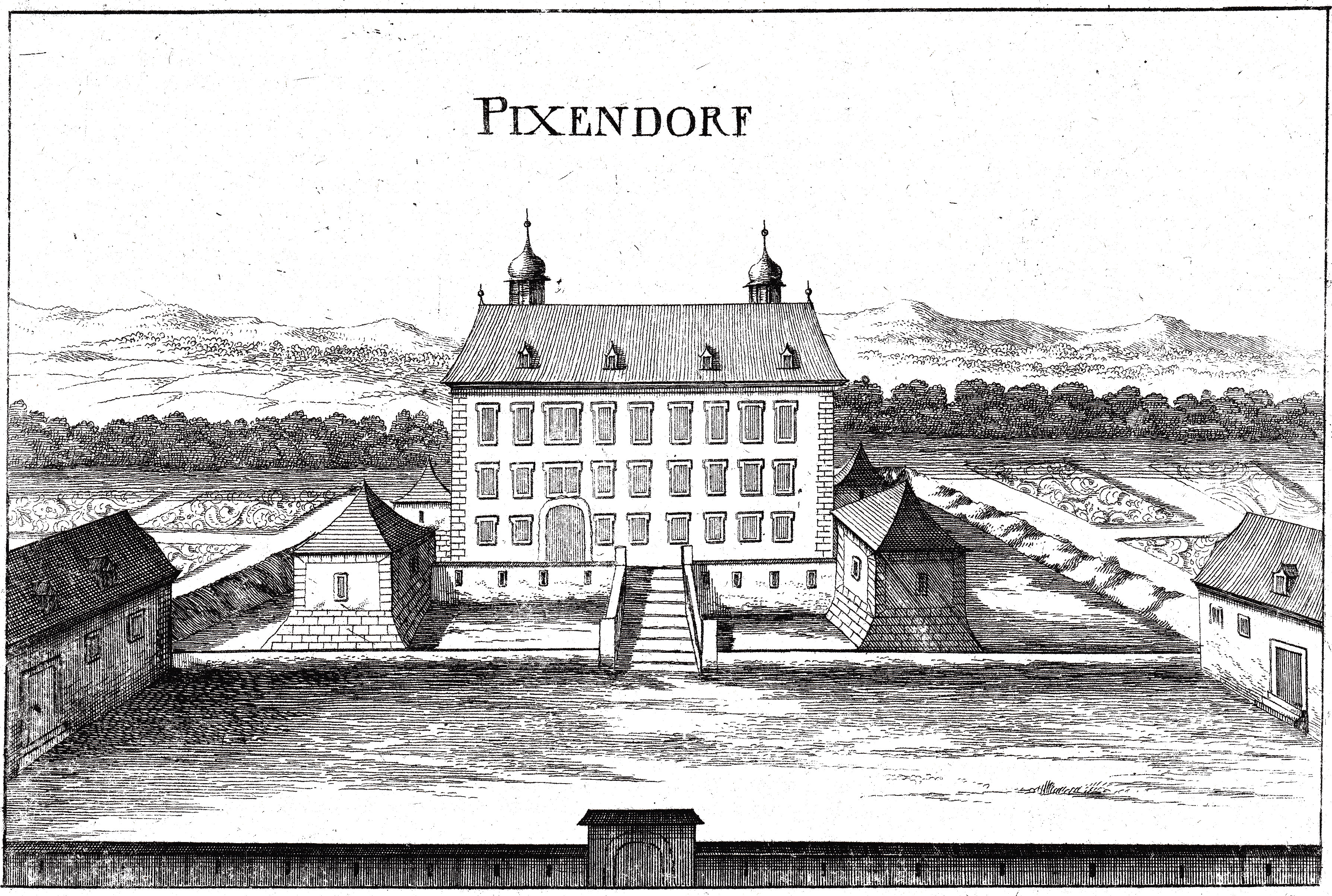
Schloss Pixendorf, von Georg Matthäus Vischer 1672

### Ursprüngliche Burg
Dieses Anwesen, das ein zum Bistum Regensburg gehörendes Lehen war, wurde an diverse Hochadelige vergeben, darunter um 1350 an die Grafen von Hals und ab 1450 an die Landgrafschaft Leuchtenberg, welche die Herrschaft Pixendorf an den lokalen Kleinadel weiterreichten. Diese waren es dann, die Pixendorf als Namenszusatz trugen und vor Ort gewirkt haben. Jedoch spätestens 1525, nach dem Ersten Österreichischen Türkenkrieg, dürfte der alte Ansitz heruntergekommen sein. Heute ist der Standort gut durch Luftbildaufnahmen nachweisbar und befindet sich circa 250 Meter südlich-östlich der Kreuzung Mayerhofstraße und Am Walde.
 

### Renaissance Wasserschloss
Im Jahr 1538 erwarb Christoph III. Rueber mit seinem Bruder Ferdinand Rueber die Herrschaft Pixendorf und ließen den alten Ansitz abreißen um ein neues, repräsentatives Wasserschloss im Stil der Renaissance errichteten, dass sie dann Pücksenstein nannten. Dieses Schloss war eine vor der Ortsstraße nach Norden zurückgesetzte, mit Innenhof versehene, vierflügelige und nach außen von einem Wassergraben umgebene Anlage, an dessen Ecken vier mit Zeltdächern gedeckten Bastionstürme standen. Es maß zirka 33 Meter in Länge, und 27 in der Breite. In einem Vertrag aus 1811 wird berichtet: „Ebenerdig hatte das Schloss fünf Zimmer, drei Kammern, drei Gewölbe, zwei Küchen und einen Stall für zwei Pferde. Im ersten Stock waren zehn Zimmer und eine Küche, im zweiten Stock elf weitere Zimmer untergebracht.“ Am dem zur Straße gelegenen Vorhof stehen zu beiden Seiten ein Schlossnebengebäude.

### Barockes Schlossgebäude

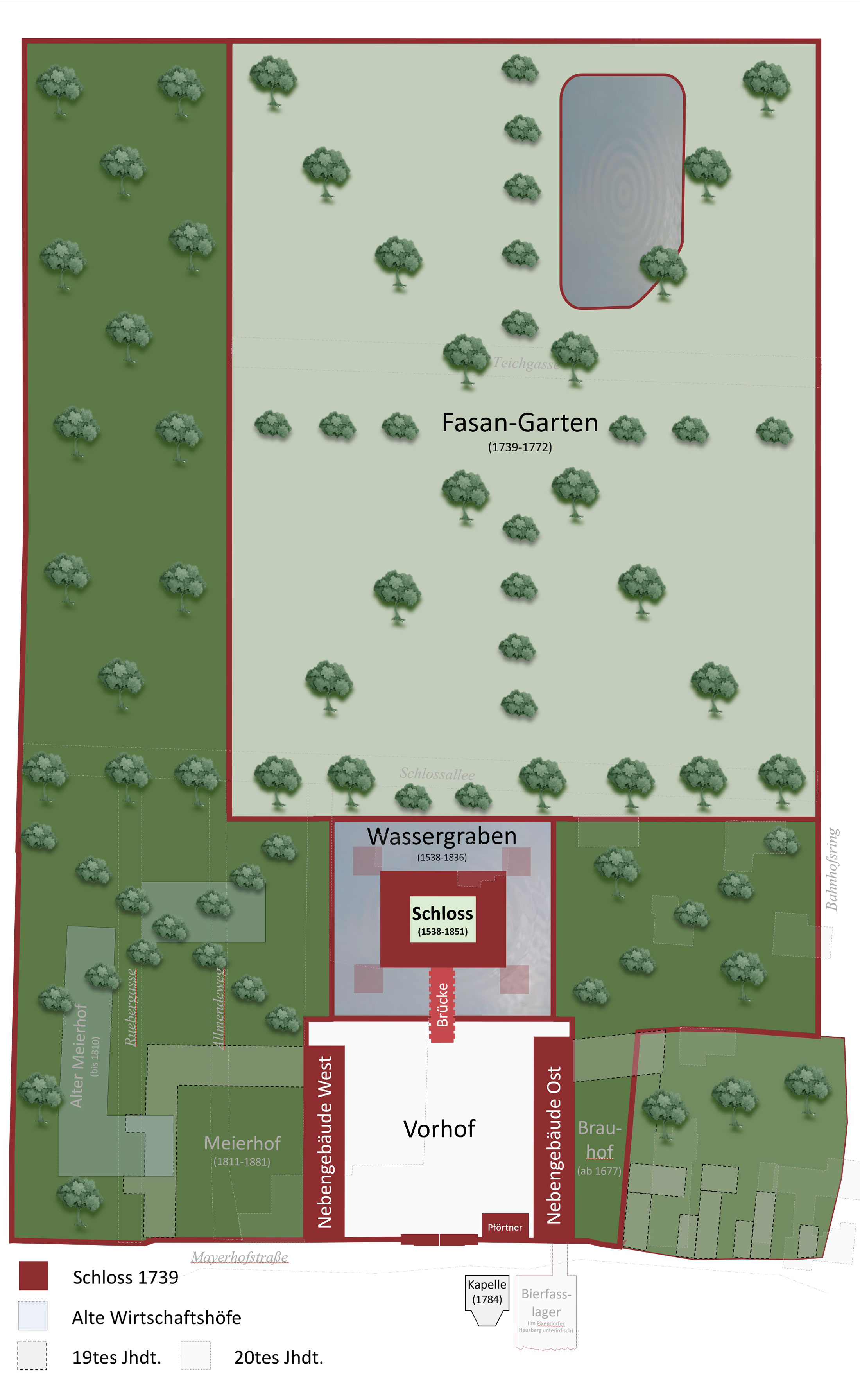
Grundriss der Schlossanlage Pixendorf

Als 1739 das Schloss in das Eigentum der Herzogin Maria Theresia von Savoyen kam, ließ sie es umbauen, erweitern und modernisieren. Die Bastionen verschwanden, der Wassergraben wurde zum Fischteich und im hinteren Park wurde ein 31 Joch großer Fasangarten angelegt.
In dieser Umbauphase erhielten auch die Nord-Süd ausgerichteten Nebengebäude, ihre heutige Form und präsentieren sich als fünfmal so lange wie breite Gebäudekomplexe mit Lisenen-, Pilaster- und Quaderarchitektur und Satteldach. Die markant und auffällig schönen, giebelbekrönten Schmalseiten werden von Voluten flankiert. Die nördlichen Teile dieser Trakte (dessen Ursprungsbau aus der Zeit um 1600 stammt) sind von Anfang an als Wohngebäude definiert und zeigen sich mit repräsentativ großen Räumen die mit Holzbalken- und Spiegeldecken und Kachelöfen ausgestattet sind. Dies Ausgestaltung der Nebengebäude lässt vermuten, dass diese Trakte für den Verwalter vorbehalten waren. Südlich an diesen Wohntrakt schlossen die Wagenburg und die Stallungen an. Westlich davon, von diesen Nebengebäuden getrennt, befanden sich die alten Wirtschaftsgebäude.

### Wirtschaftliche Nutzung
Das Schloss diente bis zum Tod der Herzogin im Jahr 1772 als Sitz der Herrschaft und wurde danach mit der Judenau vereint. Von der Bedeutung gelöst, erfuhren die Gebäude von nun an nur noch eine wirtschaftliche Nutzung. So diente das Schlossgebäude im napoleonischen Krieg in den Jahren 1805 und 1809 als Lazarett. 1811 pachtet das Schloss Christian Georg Hornbostel um es zur Textil- und Seidenproduktion zu verwenden. In dieser Zeit wurde auch der Wassergraben stillgelegt, sodass er 1836 nicht mehr zu sehen war. Als die Textilproduktion 1837 geschlossen wurden, verwendet man das Schlossgebäude im Weiteren nur noch als Schüttkasten, bis es schließlich 1851 bereits so verfallen war, dass es endgültig abgerissen wurde.

#### Der Maierhof
Durch die Verlegung der Herrschaft 1772 wurden auch die alten Wirtschaftsgebäude zusammen mit dem westlichen Schlossnebengebäude nur noch zur landwirtschaftlichen Tierhaltung genützt. Ein Bericht von 1787 beschreibt, dass darin 2 Pferde, 34 Melkkühe, 2 trächtige Kälber, 2 Stiere und 700 Schafe untergebracht waren. Spätestens 1811 waren dann die alten wirtschaftlichen Nebengebäude abgerissen und man baute einen Maierhof an das westliche Schlossnebengebäude an, sodass ein U-förmigen Hof entstand. Der nicht mehr genützte Schloss- und Fasangarten wurde nun für die Schafzucht verwendet. Der Maierhof existierte nur knapp hundert Jahre, denn bereits 1881 wurden die angebauten Ställe wieder abgerissen und vollständig eingeebnet. Diese Grundfläche wurde fortan in Parzellen aufgeteilt und als Allmende (gemeinschaftliches Eigentum) in Form von kleinen Obst- und Gemüsegärten genützt.

#### Der Brauhof
Das östliche Schlossnebengebäude ist seit 1677 als herrschaftliche Brauerei nachweisbar. Unterirdisch wurden die Kelleranlagen bis in den Pixendorfer Hausberg getrieben. Der Braumeister Georg Schneeberger kaufte die Brauerei 1860 aus dem Dominikalgut heraus die in Folge durch die Erweiterung um ein Gasthaus einen Aufschwung erlebte. Erst der Brand 1893 setzte dieser Tradition ein jähes Ende. 2006 wurde erneut ein kleines Brauhaus ebendort eröffnet.

### Revitalisierung
Im zwanzigsten Jahrhundert waren auch die ehrwürdigen Schlossnebengebäude teilweise verfallen. Es ist Bürgerinitiativen und freiwilliger Hilfe zu verdanken, dass die Gebäude nicht abgerissen wurden. Mit dem der Änderung des Denkmalschutzgesetzes im Jahr 1978 wurden dann, wie alle im öffentlichen Eigentum stehenden Gebäude, unter „vorläufigen“ Schutz gestellt. Diese Unterschutzstellung wurde mit dem Verkauf aus der Marktgemeinde Michelhausen an Private Eigentümer 1978/88 endgültig bestätigt. Die neuen Eigentümer revitalisierten die Gebäude behutsam, sodass beide Schlossnebengebäude als Wahrzeichen von Pixendorf bis heute erhalten sind.

## Herrschaftseigentümer / Bewohner

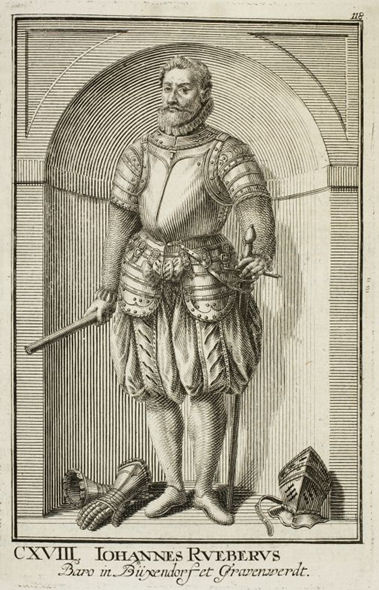
Hans Rueber zu Pixendorf

Seit dem neunten Jahrhundert dürfte das Bistum Regensburg mit großen Gütern im heutigen Bezirk Tulln ausgestattet worden sein, wobei auch Pixendorf dazu gehörte. Das Lehen Pixendorf wurde vom Bistum Regensburg bis 1805 als solches verliehen. Urkundlich lassen sich folgende (lückenhafte) Herrschaftsgeschichte bzw. Bewohner nachvollziehen:
- 1209 Ruger und seine Gemahlin Gotlind von Poschendorf[12]
- 1318 Jaus von Poschendorf[13]
- 1350 Grafen von Hals
- 1366 Perichtolt der Schutzenmaister von Poechsendorf[14]
- 1395 Brüder Hans und Mert Püchsendorfer
- 1411 Ludwig der Schlierbek zu Pixendorf[15]
- 1450 die Landgrafen von Leuchtenberg (Sie lebten aber nicht hier, sondern vergaben die bescheidene Herrschaft als Afterlehen an örtliche Kleinadelige, die sich meist nach Pixendorf nannten)
- 1493 Erasmus Tumperger
- 1525 Ab diesem Zeitpunkt dürfte die Burg bereits verfallen gewesen sein
- 1538 Christoph III. und sein Bruder Ferdinand Rueber
- 1581 Hans Rueber
  - 1590 Schwerste Schäden durch das Erdbeben in der gesamten Herrschaft. Durch den Schaden und wegen jahrelang ausstehenden Soldzahlungen musste ein großer Teil der Besitztümer verpfändet oder verkauft werden.
- 1598 Georg Freiherr von Rueber
- 1607 Hans von Rueber (Bruder des vorherigen)
- 1662 Ferdinand, 1. Graf von Rueber
- 1689 Johann Heinrich von Dünewald
- 1699 Josef Maximilian von Trauttmansdorff (mit den Pflegern zu Pixendorf: Johann Valentin Gselhoffer und Johann Georg Steckhl)
- 1716 Johann Georg Kampmüller von Metzburg
- 1736 Maria Anna, vermählte Gräfin von Fugger, Tochter des Johann Georg Kampmüller, Edlen von Metzburg

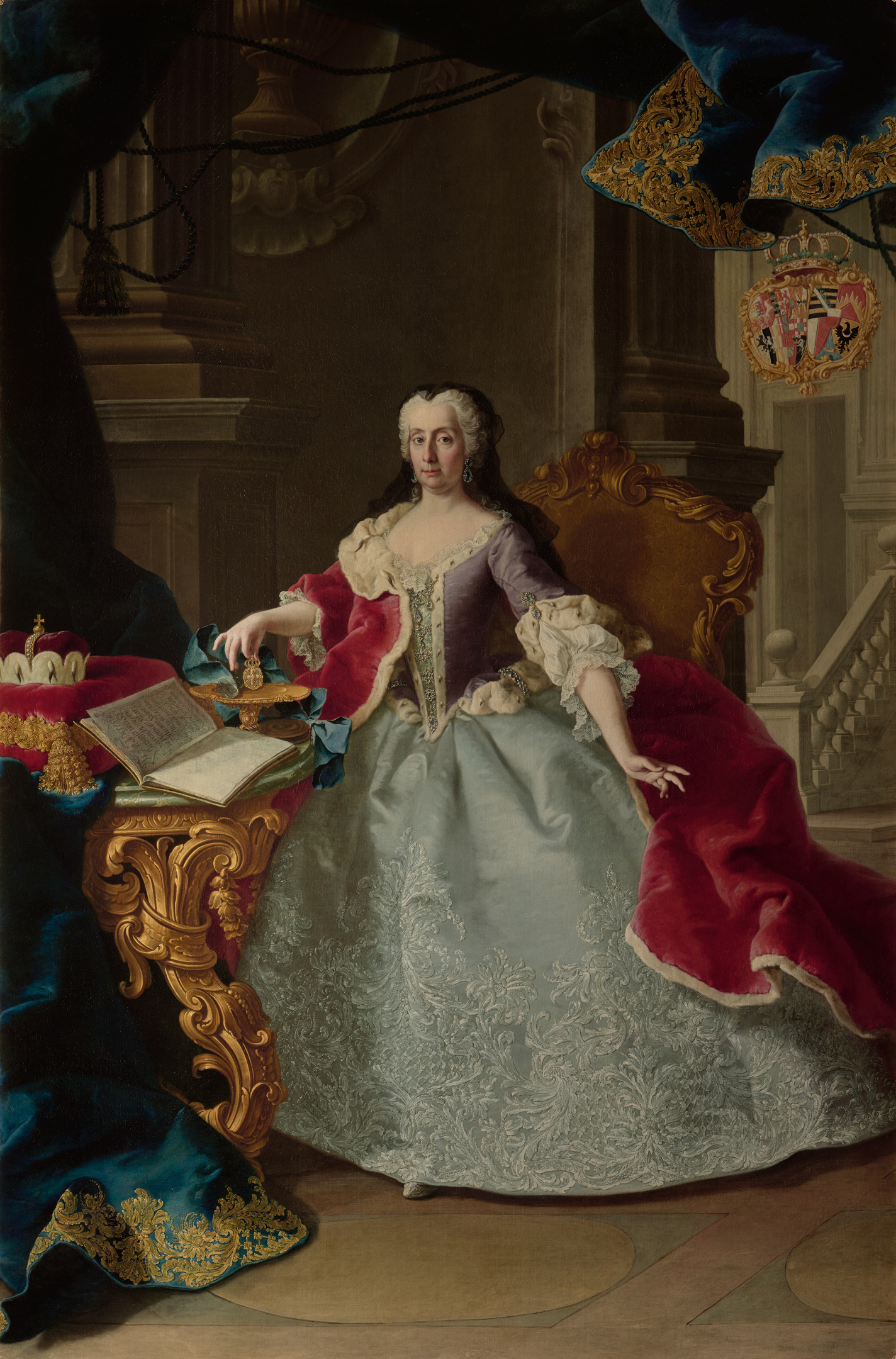
Herzogin Maria Theresia von Savoyen, geborene Prinzessin Liechtenstein

- 1739 Herzogin Maria Theresia von Savoyen, geborene Prinzessin Liechtenstein
  - 1752–1754 Leihweise – Dominikanerinnen von Tulln[16]
- 1772 Franz Josef Fürst von und zu Liechtenstein
- 1781 Alois I. (Liechtenstein)

1805 Ende der Lehnsherrschaft des Bistums Regensburg
- 1805 Johann I. Josef (Liechtenstein)
  - 1805 Vorübergehend war das als ein Kriegslazarett
  - 1809 Vorübergehend war das als ein Kriegslazarett
  - 1811 Verpachtung an Christian Gottlieb Hornbostel, Textilproduzent
- 1836 Karl Johann Anton von Liechtenstein
  - 1837 Schluss wurde als Schüttkasten genützt

1851 Wird das Schlosshauptgebäude abgerissen
- 1885 Gemeinde Pixendorf
- 1984 Marktgemeinde Michelhausen
- 1987 Geteilter Privatbesitz